# Jong Batu
Jong Batu es un islote o afloramiento rocoso situado en el río Brunéi. Tiene forma tal que cuando se ve desde las orillas del río Brunéi, se asemeja a un barco que se hunde, con un arco que sobresale del agua. En el folklore de Brunéi, la leyenda de Nakhoda Manis (literalmente, el "Capitán Manis" Su nombre era Manis, y Nakhoda significa Capitán, en malayo) cuenta cómo un hijo se dirigió hacia el afloramiento de roca conocido como Jong Batu.
Jong Batu está situado en el río Brunéi al este de la Istana Nurul Iman. Administrativamente, forma parte del distrito de Brunéi y Muara. El afloramiento de roca es de unos 20 metros de largo y 15 metros de ancho en su punto más ancho y está deshabitado. Unos pocos arbustos salpican la isla. Se tarda aproximadamente 15 minutos en llegar a ella en barco desde Kampong Ayer. Un pequeño faro fue construido cerca de la roca saliente para advertir a los navegantes sobre la isla. La isla es un lugar popular para hacer turismo, sobre todo de los cruceros fluviales que operan en el río Brunéi.